# Ukhaatherium
Ukhaatherium är ett släkte av utdöda däggdjur som levde under yngre krita.
Släktet antas vara en tidig form av de högre däggdjuren (Eutheria). Fossil av släktet hittades vid fyndplatsen Ukhaa Tolgod i södra Mongoliet. Dessa djur hade två pungben (Ossa epubica) kvar som är framåtriktade och som är kännetecknande för pungdjuren och kloakdjuren. Hos pungdjur håller pungbenen pungen (Marsupium).
Det vetenskapliga namnet är bildat av mongoliska Ukhaa (för fyndplatsen och för brun) samt av grekiska thērion (djur).